# Sudak
Sudak (ucraïnès i rus: Судак) — és una ciutat de la República Autònoma de Crimea a Ucraïna, actualment ocupada per Rússia. Està situada sobre el litoral meridional de Crimea, a 57 km a l'oest de Feodòssia. La seva població s'eleva a 14.800 habitants el 2007.

## Història
Abans del kanat fou el principal port de Crimea i se l'esmenta com Soldaia, Sidagios, Sogdaia, Sudagra i Sugdea, sent la més pròspera de les possessions gregues fins al punt que els territoris romans d'Orient a la península eren anomenats Sugdània. Els tàtars la van anomenar Sudak (a vegades Surdak), si bé al-Idrisi l'esmenta com Sholtadiya segurament corrupció del nom genovès Soldaia.
La ciutat hauria estat fundada el 212 per emigrants alans. Després mercaders grecs van fundar Σουγδαία (una referència a Sogdiana) al segle iii. Justinià I hi va fer construir una fortalesa. Fou atacada pels khàzars al segle vii, i li van donar el nom de Suğdaq. Al segle viii la Vida de Sant Esteve de Súroj la descriu com a dependència romana i sota l'Imperi Romà d'Orient fou seu d'un arquebisbat des de 786; amb la crisi iconoclasta la ciutat hauria augmentat la població considerablement per les emigracions provocades pel conflicte. Al segle ix fou atacada pel cap rus Bravlin. Sembla que el domini polític estava en mans dels khàzars (es creu que el seu governador o tudun per Crimea residia a la ciutat) des de poc després del 800 fins al 1016 quan els grecs van derrotar el senyor khàzar Jordi Tsulo; després fou part de l'imperi altre cop si bé gaudint de l'autonomia que li donava la distància.
Després de la conquesta llatina de Constantinoble el 1204, va quedar en poder de l'Imperi de Trebisonda, que va nomenar Teodor Grabras que va actuar com un príncep vassall de l'emperador, fins al 1222 quan va passar als mongols (la família Gabras va conservar Mangup). El 1224 s'hi va refugiar l'exèrcit i flota del sultà de Rum que la va dominar un temps (fins vers 1227). Els mongols la van tornar a atacar el 1239 i la van saquejar; el 1257 la va visitar Guillem de Rubruck i el 1260 els germans Polo, dels quals Marco era el germà gran i tenia una casa a Sughdak (que el 1280 va deixar per testament als franciscans). El 1281 un tractat entre romans d'Orient i egipcis estipulava la llibertat de moviment de vaixells i comerciants dels dos països des de i vers Sughdak. Els venecians hi van fundar una factoria on el 1287 es va instal·lar un cònsol. Els genovesos hi són esmentats des de 1274 i van anar en progressió. Ibn Battuta la va visitar i diu que era un dels quatre ports més gran del món. A l'inici del segle xiv quan els tàtars es van fer musulmans, van expulsar els cristians, però Uzbeg Khan els va permetre tornar el 1323. Els genoveses estaven sòlidament instal·lats a Kaffa des de 1314 i des d'allí es van apoderar de Sughdak el 18 de juny de 1365; la ciutat va quedar llavors en mans dels genovesos que van convertir les esglésies gregues (ortodoxes) en llatines (catòliques). Un tractat amb els mongols els va permetre oficialitzar la seva presència amb el nom de colònia de Gazària. Els genovesos hi van construir una formidable fortalesa i la ciutat fou administrada per un cònsol subordinat al cònsol general de Kefe (Kaffa), que era la capital de la colònia. Van conservar la ciutat i rodalia fins al juliol de 1475 quan va passar als otomans després d'un llarg setge amb obstinada resistència; una part dels habitants es va refugiar en una església on foren tancats i se li va calar foc, morint tots (els dubtes sobre aquesta notícia es van esvair per les excavacions fetes el 1928 que en van trobar restes). Ja abans de la conquesta turca la iutat estava en decadència i la seva activitat nimbava any rere any i en endavant va perdre tota importància.
El 1771 fou ocupada per l'exèrcit rus manat per Rumyantsev. El 1783 Rússia va annexionar Crimea. Els tàtars van emigrar en massa i els cristians van ser instal·lats a altres llocs i el 1805 només hi vivien tres dotzenes d'habitants. No va adquirir estatus de ciutat fins al 1982.

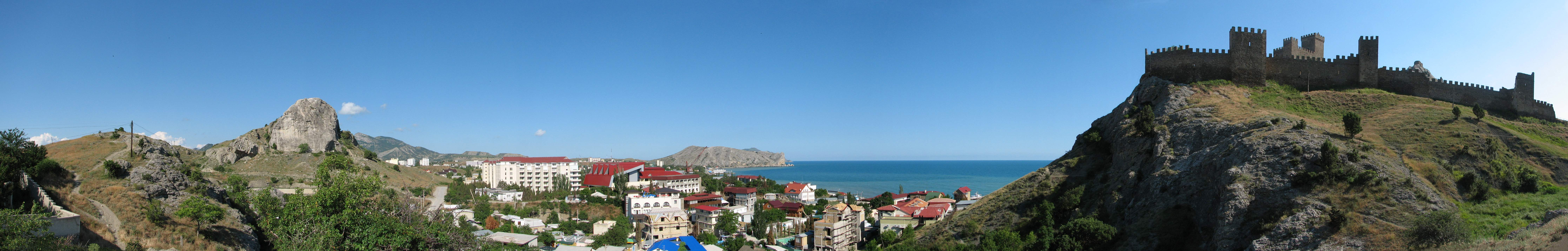
Panorama de Sudak.

## Població
| Gràfica d'evolució de Sudak entre 1805 i 2018 |
|                                               |

| 1805 | 1926  | 1939  | 1966  | 1989   | 2001   | 2004   | 2005   | 2006   | 2009   | 2010   | 2011   | 2012   |
| ---- | ----- | ----- | ----- | ------ | ------ | ------ | ------ | ------ | ------ | ------ | ------ | ------ |
| 33   | 1.877 | 3.247 | 8.100 | 15.316 | 15.050 | 15.071 | 14.590 | 14.800 | 15.112 | 15.171 | 15.234 | 15 368 |